# Матіно Сюто
Матіно Сюто (яп. 町野修斗, нар. 30 вересня 1999, Міє) — японський футболіст, нападник німецького клубу «Гольштайн» та національної збірної Японії.
Виступав, зокрема, за клуби «Йокогама Ф. Марінос» та «Джираванц Кітакюсю», а також національну збірну Японії.

## Клубна кар'єра
У футболі дебютував 2018 року виступами за команду «Джираванц Кітакюсю», в якій провів один сезон, до складу якого приєднався 2019 року. Відіграв за команду з Кітакюсю наступні два сезони своєї ігрової кар'єри. Більшість часу, проведеного у складі «Джираванц Кітакюсю», був основним гравцем атакувальної ланки команди.
До складу клубу «Сьонан Бельмаре» приєднався 2021 року. Станом на 23 липня 2022 року відіграв за команду з Хірацуки 50 матчів в національному чемпіонаті.
У червні 2023 року Сюто матіно приєднався до клубу німецької Другої Бундесліги «Гольштайн». З яким за результатами сезону 2023/24 підвищився в класі до Бундесліги.

## Виступи за збірну
2022 року дебютував в офіційних матчах у складі національної збірної Японії.
У складі збірної був учасником чемпіонату світу 2022 року у Катарі.
| Дата      | Місто       | Господарі | Результат | Гості          | Турнір                            | Голи | Примітки |
| --------- | ----------- | --------- | --------- | -------------- | --------------------------------- | ---- | -------- |
| 19-7-2022 | Касіма      | Японія    | 6 – 0     | Гонконг        | Кубок Східної Азії з футболу 2022 | 2    |          |
| 24-7-2022 | Тойота      | Японія    | 0 – 0     | КНР            | Кубок Східної Азії з футболу 2022 | -    | 70'      |
| 27-7-2022 | Тойота      | Японія    | 3 – 0     | Південна Корея | Кубок Східної Азії з футболу 2022 | 1    |          |
| 23-9-2022 | Дюссельдорф | Японія    | 2 – 0     | США            | товариський матч                  | -    | 46'      |
| Усього    |             | Матчів    | 4         |                | Голів                             | 3    |          |

## Титули і досягнення
- Переможець Чемпіонату Східної Азії: 2022